# Denkmal für Jaroslaw den Weisen
Koordinaten: 50° 26′ 56″ N, 30° 30′ 47″ O
Das Denkmal für Jaroslaw den Weisen (ukrainisch Пам'ятник Ярославу Мудрому) ist eine 1997 enthüllte Bronzeskulptur des Großfürsten von Kiew Jaroslaw dem Weisen in der ukrainischen Hauptstadt Kiew.

## Standort
Das Denkmal befindet sich in unmittelbarer Nachbarschaft zum, von Jaroslaw dem Weisen in Auftrag gegebenen, Goldenen Tor am Zugang zur Metro-Station Soloti worota bei der Wolodymyrska-Straße im Zentrum Kiews.

## Beschreibung
Das 4,1 m hohe Denkmal des Großfürsten hält ein Modell der ursprünglichen Sophienkathedrale, die er erbauen ließ, in seinen Händen und steht auf einem 0,6 m hohen Granitsockel, zu dem eine Treppe hinauf führt.
Das Ende Mai 1997 eingeweihte Denkmal wurde nach einer Skizze, die in der Werkstatt des zu diesem Zeitpunkt bereits verstorbenen ukrainischen Künstlers Iwan Kawaleridse (Іван Кавалерідзе) gefunden wurde, durch Mykola Kyslyj (Микола Кислий) errichtet.
Im Volksmund hat das Denkmal den Spitznamen „Der Mann mit dem Kuchen“ erhalten. Eine kleinere Kopie des Denkmals steht am Andreassteig vor dem Iwan Kawaleridse-Museum.